# 리면상
리면상(李冕相, 표준어: 이면상, 일본식 이름: 街村冕相, 1908년 4월 8일 ~ 1989년 6월 25일)은 일제강점기부터 대중음악 작곡가로 활동한 조선민주주의인민공화국의 음악인이다. 이운정(李雲亭)이라는 예명도 사용했다.

## 생애
함경남도 함주군 출생이다. 함흥부의 2년제 사범학교를 졸업하고 원산부에서 보통학교 교사로 일하면서 민요와 동요를 연구했다.
광주학생운동과 관련된 벌교노동조합 총회에서의 사상고취 사건에 연루 되어 교직을 그만두게 되자 일본으로 유학을 떠났다. 일본에서 본격적으로 음악 공부를 하고 1933년 서울로 돌아온 이후 민요를 작곡하며 활발히 활동했다.
초기에는 주로 서정적인 내용에 민족 의식이 은근히 담긴 민요풍의 음악을 작곡했다. 1933년에 만들어진 〈폐허에서〉가 민족적 정서를 담은 현실 비판적 가사 때문에 금지곡 판정을 받은 것이 그 예이다.
그러나 중일 전쟁 발발 후인 1930년대 후반부터 시국 가요를 창작 해 2008년 민족문제연구소가 선정한 친일인명사전 수록예정자 명단 음악 부문에 포함되었다. 1937년 열린 '황국위문조성 조선문예회 신작발표애국다교대회’에 시국 가요 네 편을 출품한 기록이 있으며, 이후 〈종군간호부의 노래〉, 〈정의의 사여〉, 〈총후의남(銃後義男)〉등 군국 가요를 잇따라 발표했다.
태평양 전쟁 종전 후 고향인 함흥에서 활동하면서 자연스럽게 월북 예술인이 되었다. 조선민주주의인민공화국에서 함남 음악건설동맹 위원장에 오른 것을 시작으로 북조선음악건설동맹 위원장을 지내 조선민주주의인민공화국을 대표하는 음악인으로 활동했다. 1948년 최고인민회의 초대 대의원에도 뽑혔다.
리면상은 김순남 등 몰락한 것으로 알려진 남로당 계열의 월북 음악인들과는 달리 정치적으로도 크게 성공했다. 평양음악대학 총장을 역임하고 1971년 조선로동당 중앙위원회의 위원을 맡았으며, 조선민주주의인민공화국의 인민예술가 칭호를 받았다. 묘지는 애국렬사릉에 마련되어 있다.
일제 강점기에 작곡한 신민요 음악으로는 김상희가 다시 불러 널리 알려진 〈울산 큰애기〉가 유명하다. 조선민주주의인민공화국에서는 〈빛나는 조국〉, 〈김일성 원수님 만세〉, 〈눈이 내린다〉, 〈영광의 땅 보천보〉를 비롯하여 정치적인 내용을 담은 노래를 다수 창작했다. 혁명가극의 대표격인 《피바다》(1971) 창작에 주도적으로 참여하여 가극혁명을 주도하기도 했다.

## 같이 보기
- 피바다

## 참고자료
- 강옥희,이영미,이순진,이승희 (2006년 12월 15일). 《식민지시대 대중예술인 사전》. 서울: 소도. 248~250쪽쪽. ISBN 978-89-90626-26-4.
- 유윤종 (2000년 6월 14일). “'울산 아가씨' 작곡가 北이면상 작품으로 밝혀져”. 동아일보.